# Dolar din Tuvalu
Dolarul din Tuvalu (engleză: Tuvalu dollar) este unitatea monetară a statului Tuvalu, care se află în Polinezia în Oceanul Pacific. Dolarul din Tuvalu se folosește în Tuvalu cu monede și bancnote de dolar australian. Dolarul australian este folosit în Tuvalu din 1966. Înainte se folosea lira australiană. Există doar monede de dolarul din Tuvalu. Paritatea dolarului din Tuvalu este fixată cu dolarul australian (1 dolar din Tuvalu = 1 AUD).

## Numismatică

### Monede
Primele monede au fost emise în 1976, doi ani înainte de independența statului. Au fost emise denominații de 1¢, 2¢, 5¢, 10¢, 20¢, 50¢ și $1. Piesele de 1¢ și 2¢ sunt făcute de bronz; piesele de 5¢, 10¢, 20¢, 50¢ și $1 de cupro-nichel. Ultimele piese de dolarul din Tuvalu au fost emise în 1994, dar monedele mai sunt valabile în Tuvalu. Aversul pieselor poartă portretul Reginei Elisabeta a II-a și inscripția "QUEEN ELIZABETH THE SECOND". Reversul pieselor poartă inscripția "TUVALU", valoarea nominală și o ilustrație:
- Piesa de 1¢: o cochilie de Lambis
- Piesa de 2¢: o pisică de mare
- Piesa de 5¢: un rechin-tigru (Galeocerdo cuvier)
- Piesa de 10¢: un crab
- Piesa de 20¢: un pește zburător
- Piesa de 50¢: o caracatiță
- Piesa de $1: o cheloniidae

### Bancnote
Tuvalu folosește bancnote de dolar australian. Există bancnote de $5‚ $10‚ $20‚ $50 și $100.